# Родина О'Гіґґінсів
О'Гіґґінс (ірл. Ó hUiginn) — ірландський дворянський рід. Його лінія Баллінарі походить від Шіна Даффа О'Гіґґінса (близько 1600 р. н. е.), ґельського барона Баллінарі, який був одружений з дочкою королівської родини О'Конорів у замку Баллінтубер у Коннахті. Сам Шін Дафф О'Гіґґінс стверджував, що походить від короля Ніала з Тари (помер 450 р. н. е.). Історично склалося так, що багато їхніх предків були поетами та вченими, які користувалися заступництвом кількох вождівських родин, включаючи О'Конора Дона, Макдермотта, О'Догерті, О'Ґару та Макдонаха.
О'Гіґґінси зараховуються до ґельської знаті як септи королівського дому О'Ніллів. Члени цієї родини були додатково посвячені в дворянський титул у 1724 році Джеймсом Френсісом Едвардом Стюартом (якобітським претендентом на престол Англії та Ірландії) під час його вигнання у Франції. Гілка, яка емігрувала до іспанської Америки, була посвячена в іспанську знать у 1795 та 1796 роках Карлом IV Іспанським; пізніше представники цієї гілки стали помітними у визвольній боротьбі та політиці республіканської Чилі.

## Прізвище
Раніше вчені відстежували походження назви від слова «knowledge» (знання) в ірландській мові, що, можливо, пов'язано з ранньою популярністю цієї родини як бардів для ґельських королів. Однак новіші вчені визначили, що «„uigin“» (уйґін) стосується норвезького мореплавця або вікінга. У ґельські часи префікс «Uí» використовувався перед ім'ям, щоб вказати походження від онука. Вважається, що ця конкретна родина веде свій родовід від онука Уйґінна, який жив в 11 столітті, або, можливо, від більш раннього Уйґінна, який був онуком короля Ніалла з Тари. У сучасному суспільстві прізвище часто англізують як «Гіґґінс» при перекладі з ірландської на англійську. Однак представники вищих гілок родини все ще використовують ім'я «О'Гіґґінс».

### Передісторія
Родина О'Гіґґінс походить з королівств Міту і Бреґи, що еквівалентно сучасним ірландським графствам Міт і Вестміт. Як септа південних Уй-Нілів, їхнє коріння в цих районах можна простежити щонайменше до V століття, а можливо, навіть раніше. До 12 століття старша гілка родини мігрувала до королівства Коннахт, де вони оселилися та отримали великі маєтки від О'Конор у Слайґо, в Дуґгорні та Монтейджі в баронстві Луїґнів під захистом вождів О'Гара та в Баллінарі в баронстві Тір-Еррілл під захистом вождів Макдонаг.
Від Ради Дром-Сіат у 574 році нашої ери і до кінця гельської ери у 17 столітті різні члени клану О'Гіґґінс були спадковими співцями (ірландською filés) при дворах ірландських принців та вождів. Як спадковим поетам, їм надавали статус дворянства, другого за рангом після короля, і вони мали право носити таку саму кількість кольорів у своїх мантіях. Члени цієї родини перебували під патронатом інших ірландських дворянських домів, зокрема Конора, Ніла, МакДонаха, О'Рурка, Маґвайра, О'Догерті, Мак-Дермота та О'Гари. Від XIV до XVII століття О'Гіґґінси були одними з найплідніших поетів при дворах ірландських князівств:

### Втрата статусу та міграція
До 1654 року Олівер Кромвел конфіскував усі ірландські маєтки родини О'Гіґґінсів через їхню відмову підкоритися парламентаристам. Хоча деякі члени родини залишилися в Слайґо як орендарі на своїх колишніх землях, інші мігрували до Іспанії, де досягли високих посад на службі в іспанській короні. О'Гіґґінси з Баллінарі переїхали до Саммергілла, графство Міт, де вони жили в Клондуґані та Аґері та працювали на родину Ленґфордів із Саммергілл-Гауза.

У 1751 році один з них, Амброз О'Гіґґінс, вирушив із Саммергілла до Кадіса, Іспанія, звідки він попрямував до Перу та Чилі; зрештою він змінив своє ім'я на Амброзіо. У 1788 році він став королівським губернатором Чилі. Король Іспанії Карл IV посвятив його у дворянство спочатку в 1795 році як барона де Баллінара, а потім знову в 1796 році, коли його підвищили до маркіза Осорно. Його син, Бернардо О'Гіґґінс, був лідером чилійських патріотів у Чилійській війні за незалежність та провідним військовим офіцером в Армії Анд; Бернардо став другим Верховним директором Чилі в 1817 році. Його син Pedro Demetrio O'Higgins Puga (1818—1868) був підприємцем, який також був політиком. Брат Амброза О'Гіґґінса, Вільям (який іспаномовно змінив своє ім'я на Ґільєрмо), служив капітаном іспанської армії та колоніальним адміністратором у Парагваї.

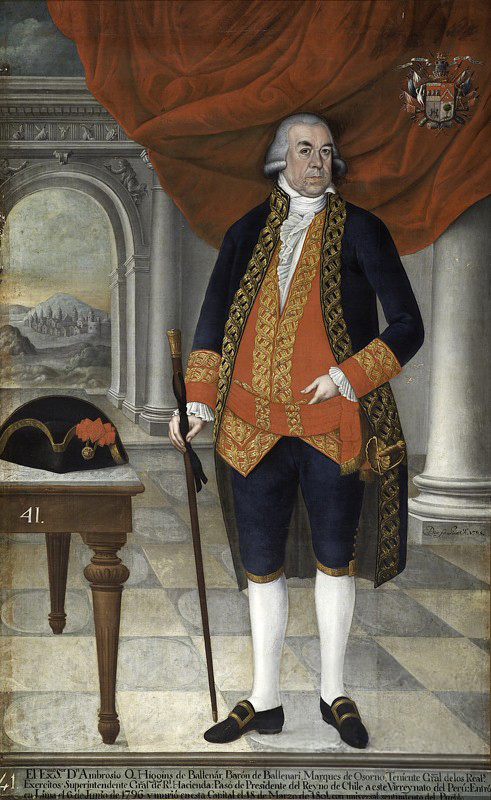
Амброзіо О'Гіґґінс, 1-й маркіз Осорно.
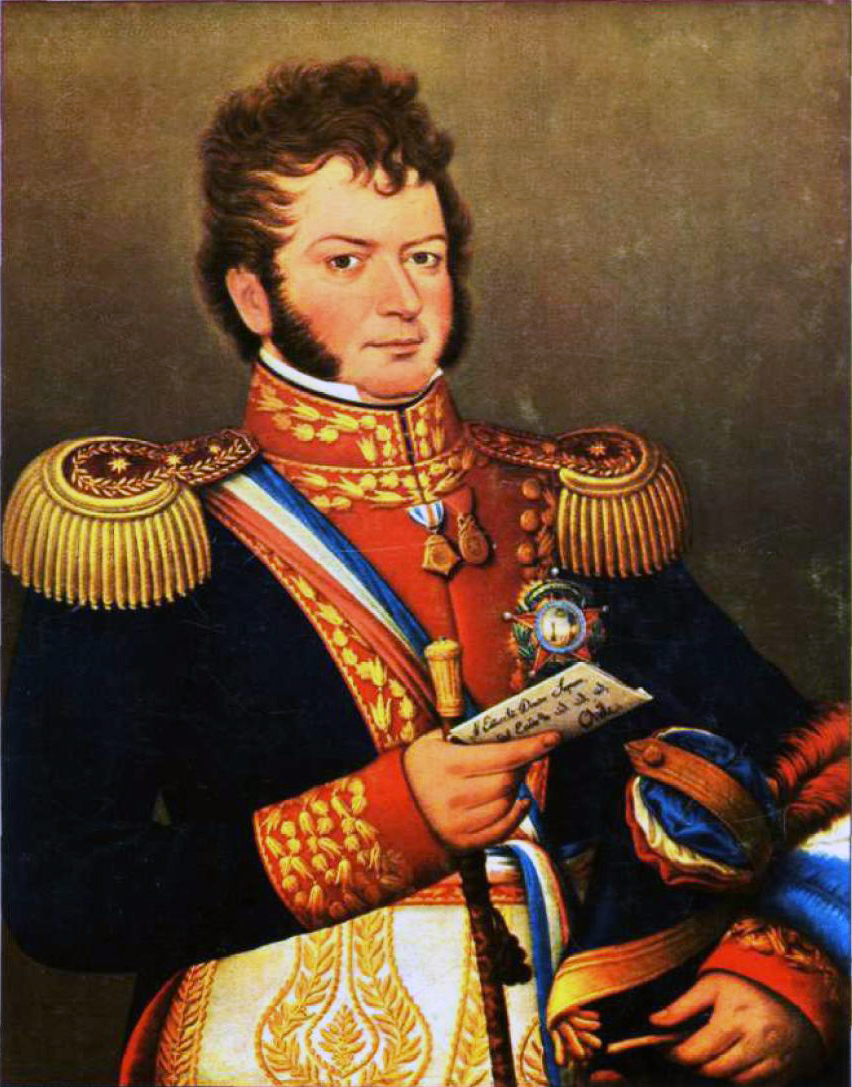
Бернардо О'Гіґґінс (1778-1842), перший глава держави Чилі.
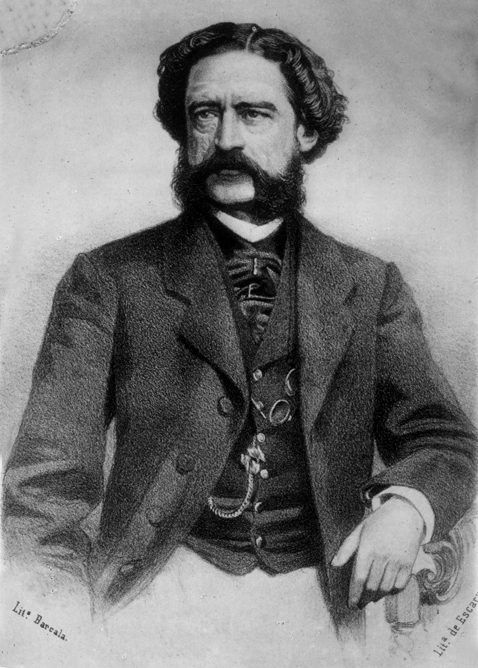
Педро Деметріо О'Гіґґінс Пуґа (1818-1868), чилійський політик і підприємець.

Лінія Баллінарі родини О'Гіґґінс продовжувалася в Саммергіллі в графстві Міт до 1947 року.
Сер Джон Гіґґінс, брати і сестри з Монтейджа, родич О'Гіґґінсів з Баллінарі, був посвячений у лицарі та отримав дворянство від Джеймса Френсіса Едварда Стюарта у 1724 році в обмін на його заслуги перед Францією. Він був старшим лікарем короля Іспанії. Його двоюрідний брат Дон Естебан де Іґіньо (Стівен Гіґґінс) був генералом Іспанської колоніальної армії на Філіппінах.

## Видатні члени родини
- Tadhg Mór Ó hUiginn (помер у 1315 р.)
- Fercert Ó hUiginn, ірландський поет (помер 1419).
- Tadhg Óg mac Taidhg mheic Giolla Choluim Ó hUiginn (помер 1448)
- Бернард О'Гіґґінс, єпископ Елфінський (помер 1564 року)
- Tadhg Dall Ó hUiginn (1550—1591)
- Пол О'г'юїґінн (близько XVII століття), також відомий як Пол Гіґґінс, диякон римо-католицької церкви, а потім генеральний вікарій єпархії Кіллала, перш ніж навернутися до офіційної церкви.
- Шейн Дафф О'Гіґґінс (fl. 1600), барон Баллінарі.
- Сер Джон Гіґґінс з Монтожа (помер 1729), лицар, баронет і радник Кастилії
- Дон Амброзіо О'Гіґґінс (пом. 1801), лицар, 1-й барон де Баллінар, 1-й маркіз де Осорно.
- Дон Бернардо О'Гіґґінс (помер 1842 року), другий Верховний директор Чилі
- Петроніла Рікельме (1808—1870), дочка Бернардо О'Гіґґінса, посмертно відома як Петроніла О'Гіґґінс[1]
- Д-р Джеймс О'Гіґґінс Норман (нар. 1968), ірландський науковець і письменник з Дублінського міського університету

## Герб
Різні гілки родини О'Гіґґінс геральдично належать до Королівства Ірландії, Королівства Великої Британії та Ірландії (якобітів) та Королівства Іспанії.

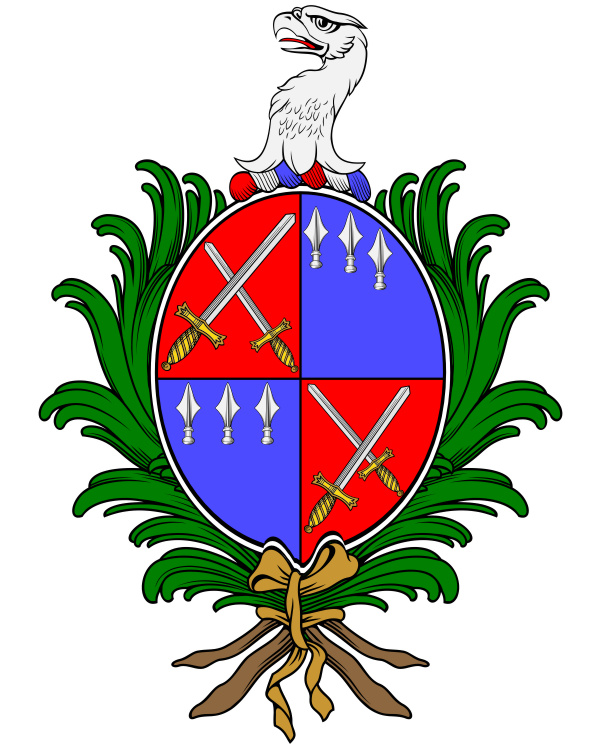
Герб сера Джона Гіґґінса з Монтож-Борт (Атлонський гербовий орден, 1724).
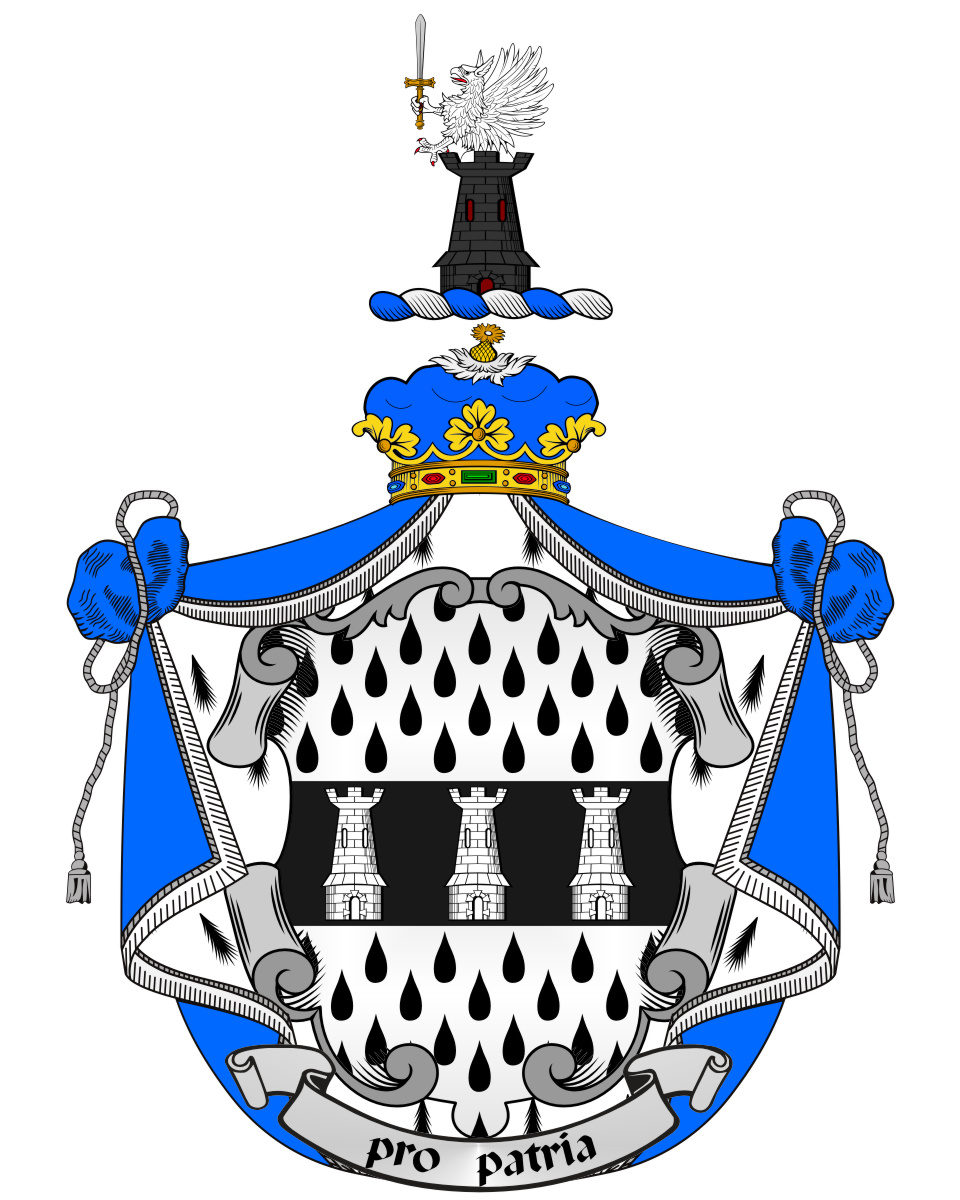
Герб О'Гіґґінса з Баллінарі (від Ulster King of Arms, 1788; Cronista Rey de Armas, 1795; Cronista de Armas de Castilla y León, 2011)
Герб Амброза О'Гіґґінса, 1-го маркіза Осорно (Cronista Rey de Armas de Castilla y León. 1796
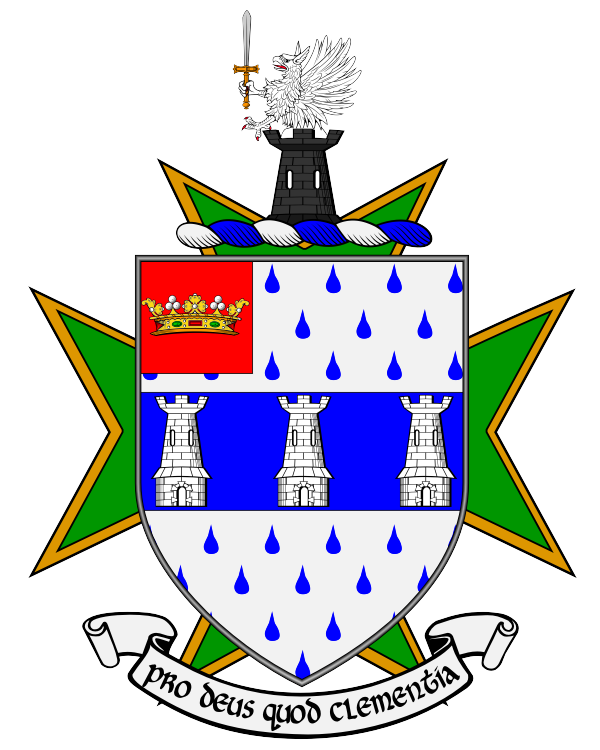
Герб доктора Джеймса О'Гіґґінса Нормана (Cronista Rey de Armas de Castilla y León 2011).

Найдавніший відомий герб був зареєстрований у 1724 році сером Джоном Гігґінсом з Монтожа разом із сером Джеймсом Террі, Athlone Herald, при дворі вигнанця Якова II у Сен-Жермені. Гілка родини сера Джона Гіґґінса переїхала до Лімерика після того, як втратила свої землі в Монтожі в Слайґо, і зрештою переїхала до Франції, а пізніше до Іспанії, де Джон Гіґґінс був посвячений у лицарі та став особистим лікарем короля Іспанії.
Походження герба Шина Даффа О'Гіґґінса, барона Баллінарі, було зафіксовано в Офісі короля гербів Ольстера в 1788 році, проіснувавши щонайменше протягом попередніх 200 років і пізніше були записані у 2011 році з Cronista Rey de Armas у Мадриді, що зрештою перейшло до Томаса О'Гіґґінса з Чеширу.
У 1788 році дон Амброз О'Гіґґінс отримав свідоцтво про походження та право користуватися гербом Баллінарі з належною відзнакою від короля гербів Ольстера (Королівство Ірландія), а згодом отримав грант від короля гербів Іспанії (Cronista Rey de Armas). Його герб був прийнятий у 1796 році як офіційна емблема міста Осорно, Чилі, після чого він був посвячений у дворянство як маркіз Осорно.
Доктор Джеймс О'Гіґґінс Норман зареєстрував герб у 2011 році з Cronista Rey de Armas de Castilla y León, перш ніж його прийняли як кабальєро в La Casa Troncal de los Doce Linajes de Soria.

## Вигадані згадування
В епізоді «Справа винних клієнтів» Перрі Мейсона підозрюваною є південноамериканка з Аргентини на ім'я «О'Гіґґінс», що натякає на те, що вона є нащадком дона Бернардо О'Гіґґінса, хоча Бернардо О'Гіґґінс був мешканцем Чилі.